# Libi Rana
Libi Rana (Nivedita) foi uma actriz indiana que actuou em filmes de Bollywood como Dharti Kahe Pukar Ke, Shagoon, Jaan (1996), Rocky Mera Naam (1973) e Bank Robbery (1969).